# Matricaria tetragonosperma
Matricaria tetragonosperma là một loài thực vật có hoa trong họ Cúc. Loài này được (F.Schmidt) Hara & Kitam. mô tả khoa học đầu tiên năm 1940.